# Каупона
Каупона (лат. caupona) — общее название древнеримских постоялых домов или гостиниц в городах и на больших дорогах, а также питейных заведений, где также продавали закуски.
Для городских жителей разница между попиной и каупоной, возможно, была незначительной. В литературных источниках каупона в сельской местности считалось уважаемым местом, где останавливались путешественники. В каупонах, как и в других питейных заведениях, процветала проституция и некоторые комнаты этих заведений служили в качестве борделя.